# Terence MacSwiney

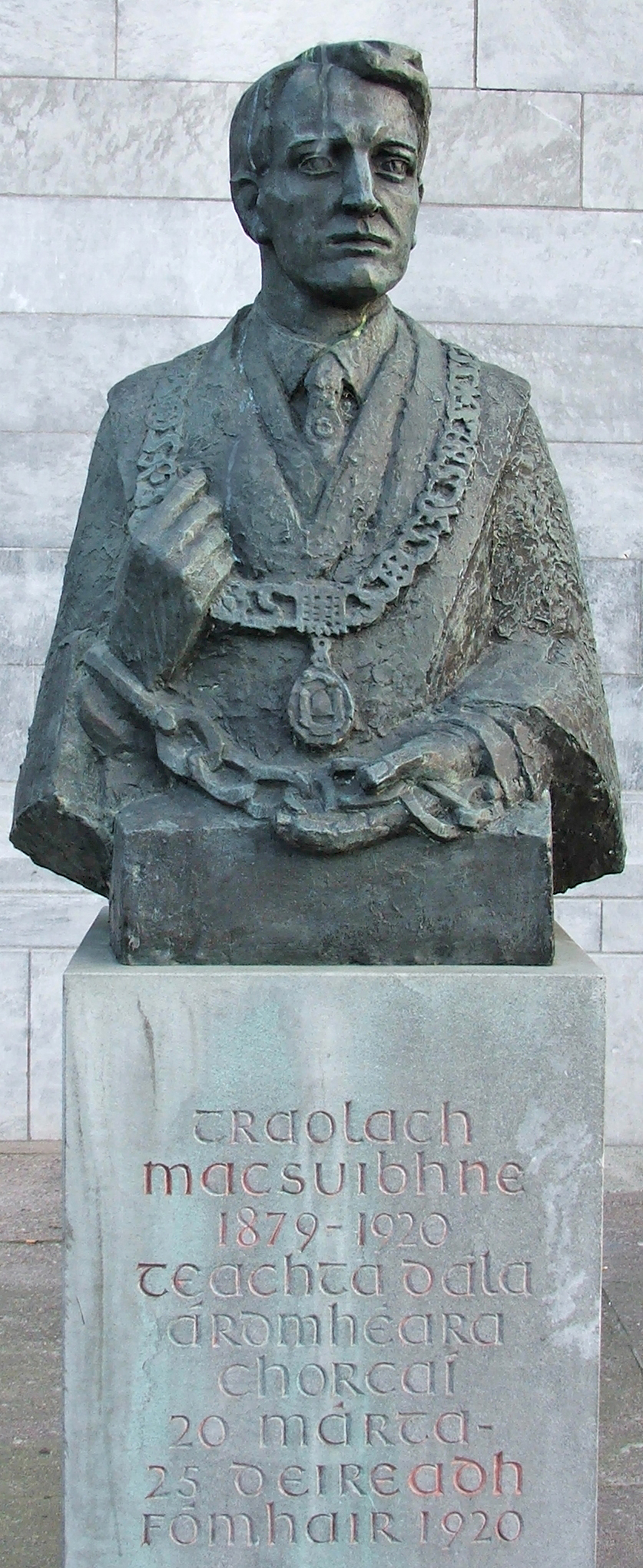
Büste von Terence MacSwiney vor der Cork City Hall in Cork, Irland

Terence Joseph MacSwiney (irisch Traolach Mac Suibhne, * 20. März 1879 in Cork; † 25. Oktober 1920 in London) war ein irischer Politiker und Schriftsteller.

## Leben
Terence MacSwiney besuchte die North Monastery Christian Brothers’ School der Christian Brothers und studierte an der Royal University of Ireland. Als enthusiastischer Verfechter der irischen Sprache war er 1901 Gründungsmitglied der Cork Celtic Literary Society sowie 1908 zusammen mit Daniel Corkery der Cork Dramatic Society, für die er mehrere Stücke schrieb.
MacSwiney war eine wichtige Figur bei der Formierung der Irish Volunteers in Cork 1913. Beim Osteraufstand im April 1916 war er zusammen mit Tomás MacCurtain, der ebenfalls Mitglied der Irish Volunteers und der Sinn Féin war, mit der Planung der Erhebung in Südirland betraut. Nach der Niederschlagung des Aufstandes wurde er noch im selben Monat verhaftet und erst im Dezember des Jahres freigelassen. Vom Februar bis Anfang Juni 1917 war er erneut inhaftiert. Im November desselben Jahres wurde er ein weiteres Mal verhaftet, als er die verbotene IRA-Uniform trug. Nach einem dreitägigen Hungerstreik wurde er wieder freigelassen.

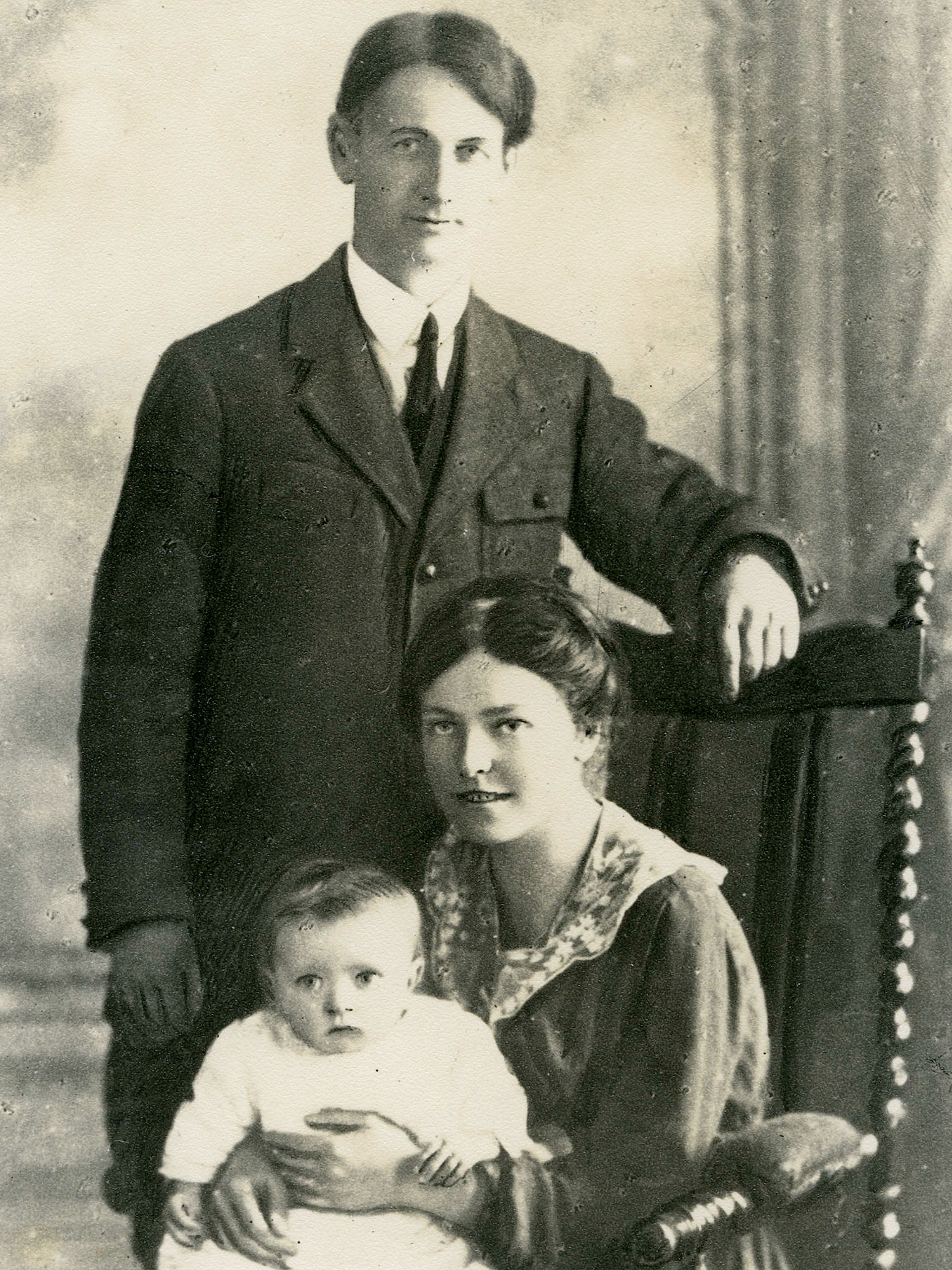
Terence und Muriel MacSwiney mit ihrer Tochter Máire (1919)

Zwischen den Haftzeiten heiratete Terence MacSwiney am 9. Juni 1917, einen Tag, nachdem sie mit 25 Jahren volljährig geworden war und ihre Eltern sich dem nicht länger widersetzen konnten, Muriel Frances Murphy. Im Jahr darauf wurde ihre Tochter Máire geboren.
1918 wurde er für die Sinn Féin in den First Dail gewählt. Nachdem sein Kampfgefährte Tomás MacCurtain, der amtierende Oberbürgermeister von Cork (Lord Mayor of Cork), am 20. März 1920 von der Royal Irish Constabulary ermordet worden war, wurde MacSwiney zum neuen Oberbürgermeister gewählt. Neben MacSwineys Tätigkeit als Oberbürgermeister von Cork war er auch Kommandant der First Cork Brigade der Irish Volunteers.
Am 12. August 1920 wurde MacSwiney wegen des Besitzes von aufrührerischen Schriften und eines von der Royal Irish Constabulary zur Nachrichtenkodierung benutzten Codierschlüssels verhaftet. Vier Tage später wurde er vor Gericht gestellt und zu einer zweijährigen Gefängnisstrafe verurteilt und im Brixton-Gefängnis in London inhaftiert. Nach seiner Verurteilung trat MacSwiney bald mit neun anderen Gefangen in Hungerstreik. Der andauernde Hungerstreik sorgte für weltweite Aufmerksamkeit. Viele bedeutende Persönlichkeiten, darunter anderem Papst Benedikt XV., setzten sich für die Freilassung der Streikenden ein. Die britischen Behörden ließen sich jedoch nicht umstimmen. Am 17. Oktober starb schließlich mit Michael Fitzgerald der erste Streikende. Joseph Murray folgte ihm einige Stunden später. Terence MacSwiney starb am 74. Streiktag an den Folgen der zunehmenden Entkräftung.

## Nachleben
Terence MacSwineys Leichnam wurde nach Cork überführt und dort auf dem Saint Finbarr’s Cemetery neben MacCurtain beigesetzt. Das Begräbnis fand unter landesweiter Anteilnahme am 1. November statt und zog eine unübersehbare Menschenmenge an.
Die übrigen noch lebenden Gefangenen setzten ihren Hungerstreik noch weitere 20 Tage fort, bevor sie ihn schließlich nach 94 Tagen auf Wunsch von Arthur Griffith beendeten. Zu diesem Zeitpunkt waren sie so geschwächt, dass sie nur durch medizinische Hilfe überlebten. Der von MacSwiney und seinen Mitgefangenen organisierte Hungerstreik ist der längste dokumentierte derartige Fall in der Geschichte.
Terence MacSwiney zu Ehren kam es zu Paraden in zahlreichen US-amerikanischen Städten. Eamon de Valera sprach am 31. Oktober 1920 im größten, überfüllten Stadion von New York vor 40.000 Iren, weitere 10.000 Iren standen vor den Toren des Stadions. 40.000 Bürger, vor allem irische Einwanderer, beteiligten sich an einem Schweigemarsch durch Manchester. Gedenkveranstaltungen und Demonstrationen gab es weltweit, unter anderem in Paris, Montreal und Belfast und Barcelona. In Katalonien hingen die Flaggen auf halbmast und die Frauen trugen schwarze Bänder als Zeichen der Trauer, denn Terence MacSwiney war für die Katalanen zu einem Vorbild für den eigenen Kampf um Autonomie geworden.

## Literarisches Werk
Terence MacSwiney galt – neben seinen politischen Aktivitäten – als talentierter Schriftsteller. Unter anderem schrieb er das Drama The Revolutionist und mehrere Gedichtbände. Ein Essayband mit dem Titel The Principles of Freedom erschien posthum und wurde vielfach nachgedruckt.

## Familie
Seine Schwester Mary, eine leidenschaftliche Republikanerin, sowie sein Bruder Seán wurden nach dem Tod ihres Bruders 1921 in den Dáil Éireann gewählt.

## Schriften
- The Revolutionist: A Play In Five Acts. Maunsel, Dublin und London 1914.
  - Neuausgabe: Kessinger Publishing, Whitefish 2010, ISBN 978-1-164-12085-8.
- Rossa. Born 1831. Died 1915. Buried Glasnevin Cemetery, Dublin, Sunday, August 1st, 1915 (Gedenkschrift für Jeremiah O’Donovan Rossa)
- Principles of Freedom. Talbot Press, Dublin 1921.
  - Nachdrucke: O’Higgins, Dublin 1936; Kennikat Press (in der Reihe Irish history and culture), Port Washington 1970.